# Classe Finik
Le unità appartenenti alla classe Finik (progetto 872 secondo la classificazione russa) sono navi progettate per svolgere compiti di sorveglianza idrografica.
La classificazione russa è in russo гидрографическое судно?, gidrografičeskoe sudno, "nave idrografica", abbreviato GS.

## Sviluppo e tecnica
La costruzione di queste navi è avvenuta nel cantiere navale di Danzica, in RPP, tra la fine degli anni '70 e l'inizio degli anni '80. Si tratta di battelli di piccole dimensioni, progettati per un impiego costiero.
Una è utilizzata in compiti sperimentali. Molte di queste sono state radiate o demolite.

## Impiego in Russia
Attualmente, nella marina militare russa risultano attive una diciannove di unità.
Progetto 872

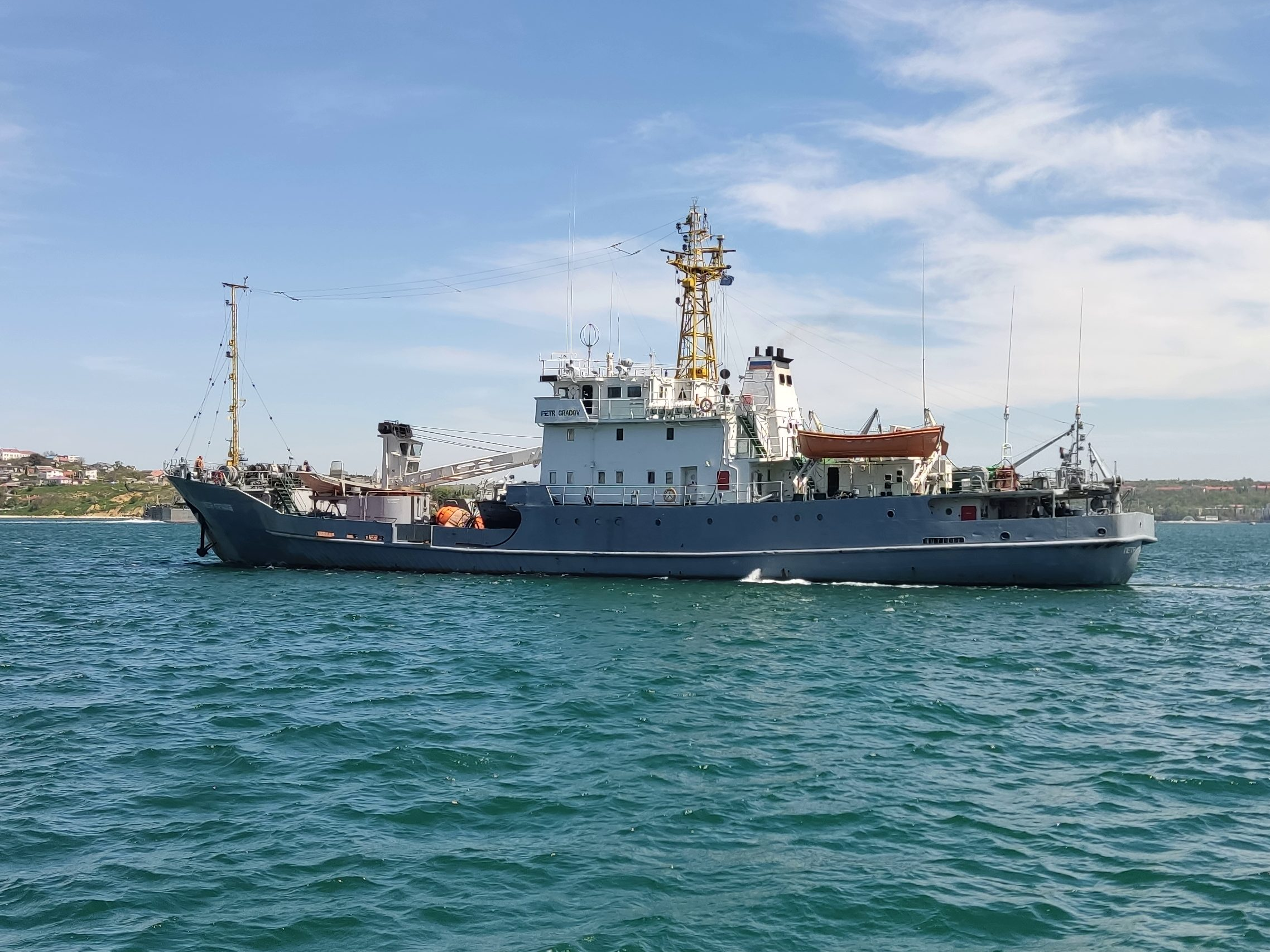
La nave antinquinamento russa Pëtr Gradov della classe Finik (progetto 872Ė) a Sebastopoli nel 2022

- GS-260: entrata in servizio nel 1978 ed operativa nella Flotta del Nord.
- GS-270: entrata in servizio nel 1978 ed operativa nella Flotta del Baltico.
- GS-272: entrata in servizio nel 1978 ed operativa nella Flotta del Pacifico.
- GS-278: entrata in servizio nel 1978 ed operativa nella Flotta del Nord.
- GS-388: entrata in servizio nel 1979 ed operò nella Flotta del Baltico, è stata radiata nel 2014.
- GS-392: entrata in servizio nel 1979 ed operò nella Flotta del Nord, è stata radiata nel 2014.
- Hess H. (ex GS-401 fino al 1995, poi Hess fino al 1999): entrata in servizio nel 1979 ed operò nella Flotta del Mar Nero fino al 1994, e poi nella marina militare ucraina. Nel 1995 è stata trasferita alla compagnia di navigazione mercantile ucraina Hess & Kº (in ucraino «Гесс і Кº»?) e radiata nel 2003 dopo un incendio.
- GS-402: entrata in servizio nel 1979 ed operativa nella Flotta del Mar Nero.
- GS-403: entrata in servizio nel 1979 ed operativa nella Flotta del Baltico.
- GS-44: entrata in servizio nel 1980 ed operativa nella Flotta del Pacifico.
- GS-47: entrata in servizio nel 1980 ed operativa nella Flotta del Pacifico.
- GS-397: entrata in servizio nel 1980 ed operativa nella Flotta del Pacifico.
- Pëtr Gradov (ex GS-398 fino al 1981, poi OS-265 fino al 1996 e dopo VTR-75 fino al 2005): entrata in servizio nel 1980 ed operativa nella Flotta del Mar Nero, è stata convertita nel 1996 per essere utilizzata come nave trasporto munizioni e nel 2004-2005 come nave antinquinamento (progetto 872Ė).
- GS-399: entrata in servizio nel 1980 ed operò nella Flotta del Nord e poi nella Flotta del Baltico.
- GS-400: entrata in servizio nel 1980 ed operò nella Flotta del Baltico, è stata radiata nel 2018.

Progetto 872/II

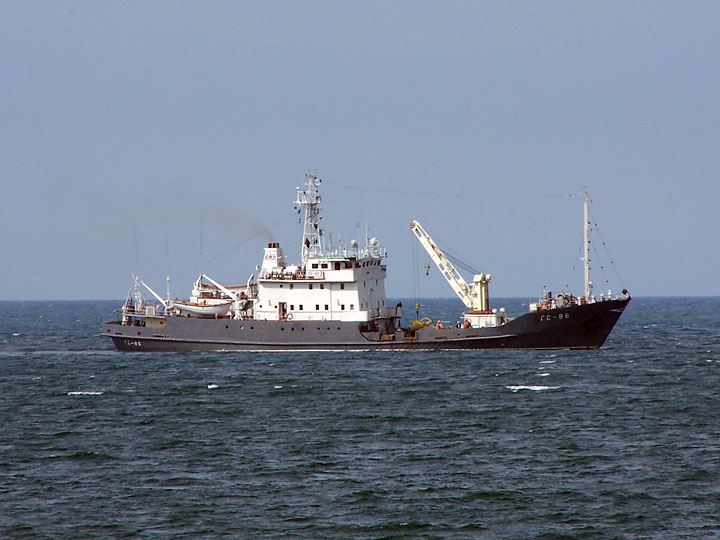
La nave idrografica russa GS-86 della classe Finik (progetto 872/II) nel 2007

- Nikolaj Bošnjak (ex GS-404 fino al 2008): entrata in servizio nel 1981 ed operò nella Flotta del Baltico e poi nella Flotta del Pacifico.
- GS-405: entrata in servizio nel 1981 ed operativa nella Flotta del Nord.
- GS-296: entrata in servizio nel 1982 ed operativa nella Flotta del Pacifico.
- GS-297: entrata in servizio nel 1983 ed operativa nella Flotta del Nord.
- Anatolij Gužvin (ex GS-301 fino al 2005): entrata in servizio nel 1983 ed operativa nella Flottiglia del Caspio (fino al 1996 nella Flotta del Baltico).
- GS-84: entrata in servizio nel 1983 ed operativa nella Flotta del Pacifico.
- GS-86: entrata in servizio nel 1983 ed operativa nella Flotta del Mar Nero.
- GS-87: entrata in servizio nel 1983 ed operativa nella Flotta del Nord.

## Esportazione

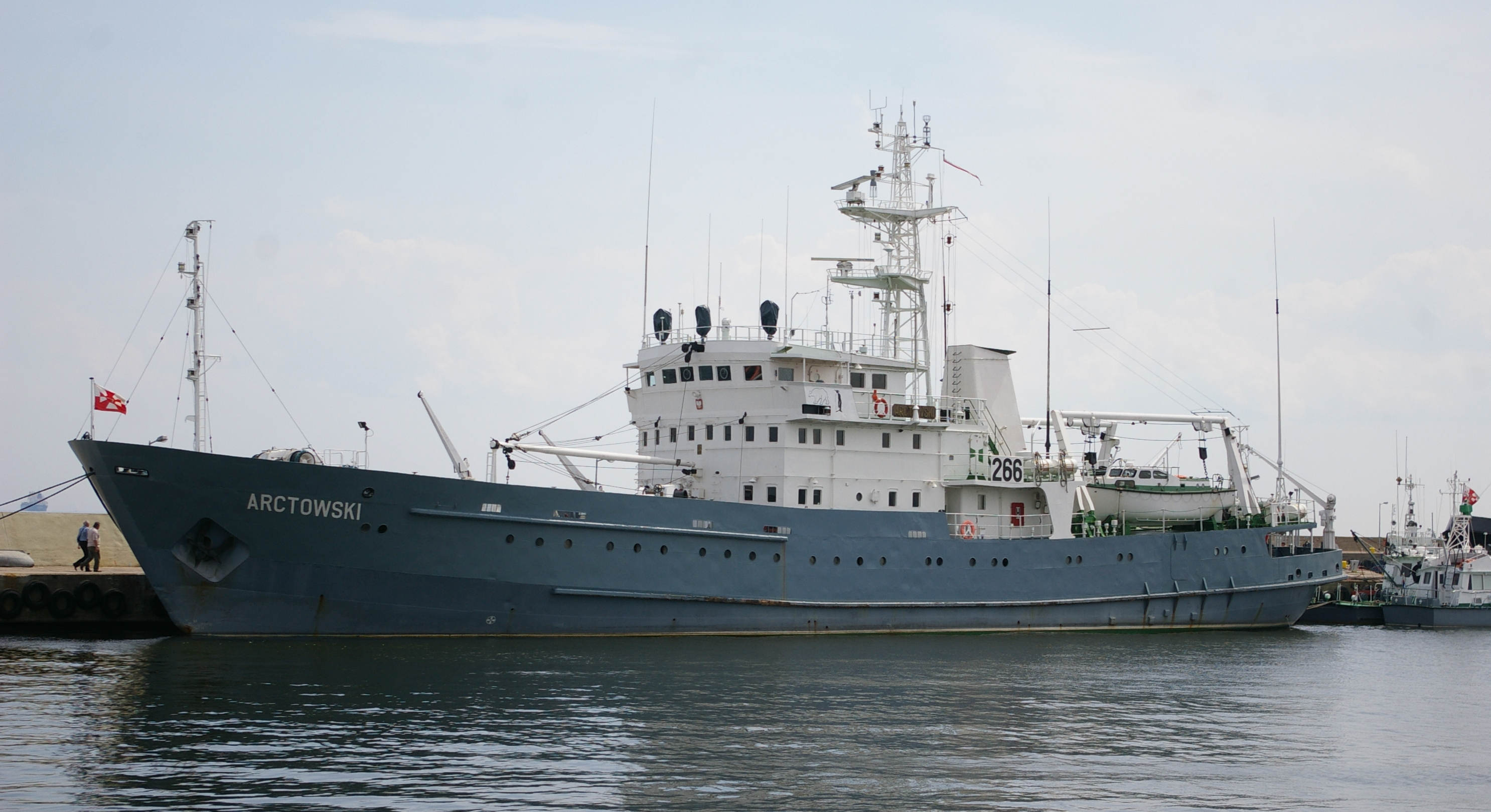
La ORP Arctowski nel 2010, una della classe Finik (progetto 874) in servizio in Polonia

Le esportazioni hanno riguardato tre unità.
- Mercurius (ex D 111 Dornbusch fino al 1994): entrata in servizio nel 1980 (progetto 872N) ed operò dal Servizio idrografico marittimo della Germania Est (in tedesco Seehydrographischer Dienst der DDR, ovvero SHD) fino al 1990, e poi dall'Agenzia federale marittima e idrografica della Germania (in tedesco Bundesamt für Seeschifffahrt und Hydrographie, ovvero BSH). È stata venduta ai Paesi Bassi nel 1991 e poi nel 1994 alla compagnia di navigazione maltese Mercurius Shipping (La Valletta), dove è stata utilizzata come nave posacavi.[3]
- Due risultano in servizio in Polonia (progetto 874). Le dimensioni sono praticamente le stesse, anche se l'equipaggio è di 55 elementi. Queste navi, Heweliusz ed Arctowski, entrate entrambe in servizio nel 1982, hanno un utilizzo militare.